# 이안 율
이안 율(Ian Yule, 1931년 ~ )은 영국의 배우, 스턴트 배우이다.

## 영화
- 콜드 하베스트 (1998년)
- 어니스트 8 - 아프리카 가다 (1997년)
- 워헤드 (1996년)
- 샤도우체이서 4 (1996년)
- 델마의 사생활 (1994년)
- 에바의 유혹 (1993년)
- 잃어버린 세계 2 (1992년)
- 잃어버린 세계 (1992년)
- 다이아몬드 강의 비밀 (1990년)
- 머나먼 아마존강 (1989년)
- 우주 폭동 (1988년)
- 미지의 충격 (1988년)
- 제이크 스피드 (1986년)
- 지옥의 특전대 (1978년)
- 골든 랑데부 (1977년)
- 마이 웨이 (1975년)
- 아듀 아프리카 (1966년)